# Beautiful Boy (Darling Boy)
Beautiful Boy (Darling Boy) è una canzone scritta e registrata da John Lennon. Il brano fu pubblicato sull'album Double Fantasy (1980), l'ultimo album di Lennon e sua moglie Yoko Ono pubblicato prima della morte di Lennon. Il brano fu pubblicato il 5 luglio 1981 negli Stati Uniti come ultimo singolo dell'album.
Paul McCartney dichiarò che questa è una delle sue canzoni preferite composte da Lennon, e quando apparse su Desert Island Discs nel 1984 la classificò come la sua preferita nella sua selezione, così come fece Yoko Ono nel 2007.
Beautiful Boy (Darling Boy) fu utilizzata nel 1982 come lato B della ri-edizione del singolo Happy Xmas (War Is Over) per promuovere la raccolta The John Lennon Collection (1982).

## Contenuti
La canzone fu scritta per Sean, figlio di Lennon e Yoko Ono. Il brano inizia con John che conforta suo figlio da quello che è presumibilmente un incubo e si sviluppa in una descrizione appassionata dell'amore per il figlio. Nei confronti del suo primo figlio Julian, Lennon era stato un padre un po' assente, perché continuamente impegnato nelle tournée dei Beatles. Aveva dunque deciso di non ripetere lo stesso errore con Sean, ed anche per questo motivo si era infatti ritirato dalle scene tra il 1975 ed il 1980.
Il testo di Beautiful Boy (Darling Boy) contiene la famosa frase:
Tale espressione può essere fatta risalire a un articolo del Reader's Digest del 1957, scritto da Allen Saunders.

## Tracce
LP Singolo 7" (Stati Uniti) (Geffen Records: GGEF0415)
1. Beautiful Boy (Darling Boy) – 4:01 (John Lennon)
2. Watching the Wheels – 3:30 (Lennon)

## Beautiful Boy(versione di Céline Dion)
Beautiful Boy è stato registrato anche dalla cantante canadese Céline Dion per il suo album Miracle (2004). Il brano, prodotto da David Foster, fu pubblicato il 4 ottobre 2004, in Nord America e in alcune parti d'Europa come primo singolo promozionale.
La canzone raggiunse le classifiche adult contemporary di Stati Uniti (numero 18) e Canada (numero 23).
Céline Dion presentò la sua versione della canzone in alcuni programmi TV statunitensi, tra cui Live with Regis e Kelly e The Oprah Winfrey Show.

### Tracce
CD Singolo Promo (Australia; Canada) (Sony Music Studios; Columbia)
1. Beautiful Boy – 3:53 (John Lennon)

CD Singolo Promo (Stati Uniti) (Epic)
1. Beautiful Boy – 3:53 (Lennon)

### Classifiche
| Classifica (2004-2005)                                | Posizione massima raggiunta |
| ----------------------------------------------------- | --------------------------- |
| Canada (R&R Canada AC Top 30)                         | 23                          |
| Québec (ADISQ)                                        | 18                          |
| Ungheria (MAHASZ)                                     | 30                          |
| Stati Uniti (Billboard Hot Adult Contemporary Tracks) | 16                          |

## Impatto artistico e altre versioni
Il brano scritto da John Lennon è una delle canzoni più conosciute e interpretate nel mondo della musica e dello spettacolo. Nel 2014, Beautiful Boy (Darling Boy) fu interpretata nel film della DreamWorks, Mr. Peabody & Sherman come canzone-sfondo del viaggio di Mr. Peabody attraverso i suoi ricordi di Sherman mentre cresceva. La canzone è stata anche inclusa come traccia n. 7 nella colonna sonora del film.
Nella sit-com americana The New Normal, la canzone fu utilizzata per il finale della prima stagione, Il grande giorno.
Beautiful Boy è stato interpretato da un personaggio autistico nella serie TV distribuita dalla CBS, God Friended Me nel 2018.
La frase "La vita è ciò che ti accade quando sei impegnato a fare altri piani" è indicata anche nel videogioco del 2015, Life Is Strange.
Il film Beautiful Boy (2018) di Felix Van Groeningen e con protagonisti Steve Carell e Timothée Chalamet, prende il nome dalla canzone di Lennon; la canzone viene cantata anche dal personaggio principale (Steve Carell) a suo figlio (Timothée Chalamet).

### Cover di altri interpreti

#### Anni 1990
- L'ex membro dei The Monkees, Micky Dolenz incise una cover di Beautiful Boy, inserita nel suo album del 1991, Micky Dolenz Puts You to Sleep.[14]
- Nel 1995 nel film Goodbye Mr. Holland fu inserita una cover di Richard Dreyfuss, protagonista della pellicola cinematografica.
- Nel 1998, Beautiful Boy (Darling Boy) fu registrata dal trio giapponese Dreams Come True come lato B del loro singolo Ahaha.[15]

#### Anni 2000
- Nel 2006 la band rock britannica Feeder pubblicò un album tributo a John Lennon, distribuito con la rivista Q, intitolato Lennon: Covered Vol 2 e comprendente una loro versione di Beautiful Boy (Darling Boy).
- Nel 2007, Ben Harper incise una cover del brano per l'album benefico Instant Karma: The Amnesty International Campaign to Save Darfur.